# 北花沢のハナノキ

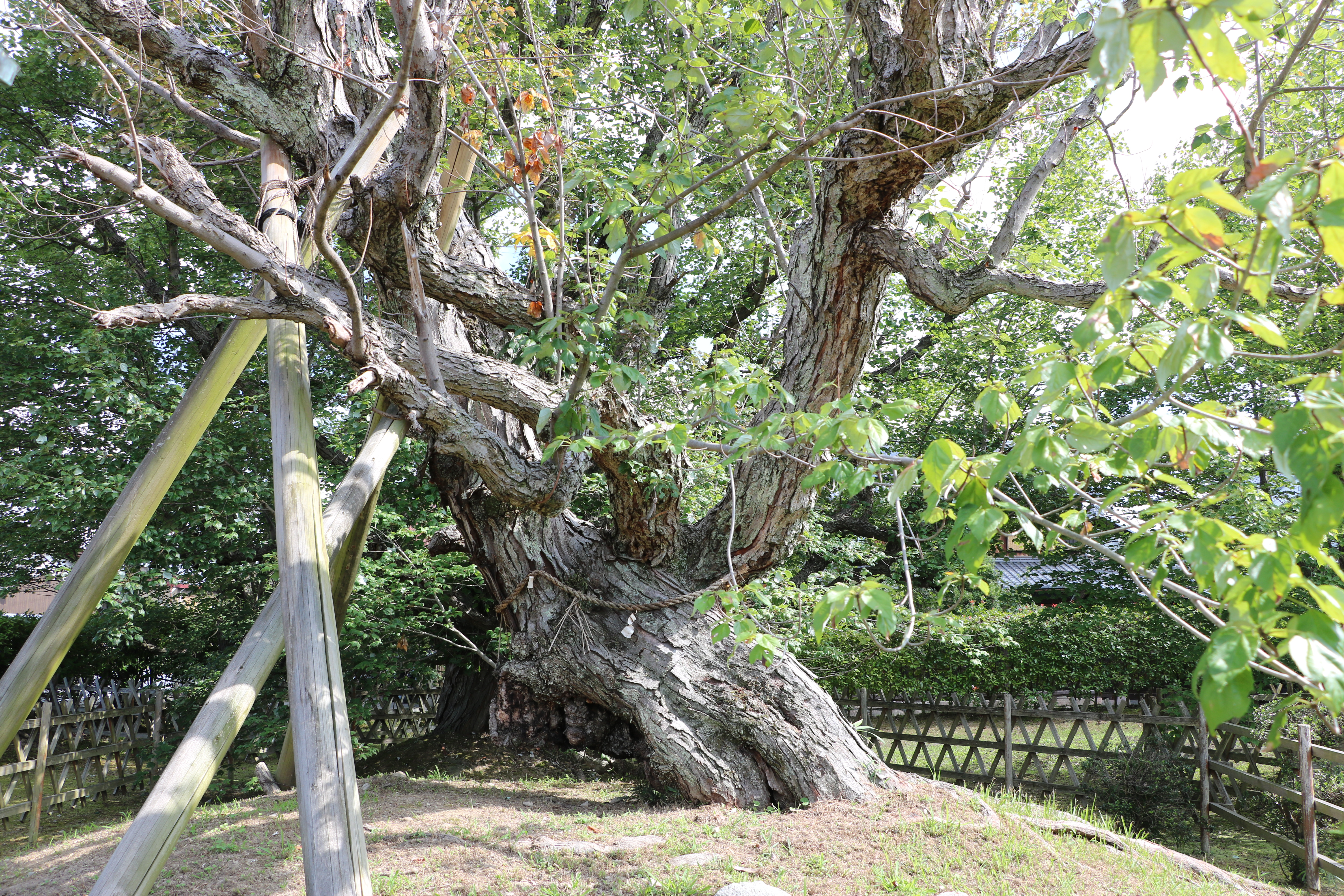
北花沢のハナノキ。2019年9月6日撮影。

北花沢のハナノキ（きたはなざわのハナノキ）は、滋賀県東近江市北花沢町にある国の天然記念物に指定されたハナノキである。
ハナノキ（花の木、学名 Acer pycnanthum）は長野県・岐阜県・愛知県の、おもに木曽川流域の湿地周辺に自生するカエデ科カエデ属の落葉樹である。北花沢のハナノキの生育地の近隣にも同じく国の天然記念物に指定された南花沢のハナノキがあるが、いずれも自生地である木曽川流域の自然分布域からは外れた場所にあるため、両樹とも他所から移植されたものと考えられている。
国の天然記念物に指定されたハナノキは日本全国に自生地としてのものが6件、個体としてのものが3件（株）あるが、個体指定木3株中の2株が互いに600メートルほどしか離れていない北花沢および南花沢のハナノキである。いずれもハナノキの巨木として有数のものであることから、それぞれが1921年（大正10年）3月3日に国の天然記念物に指定された。

## 解説

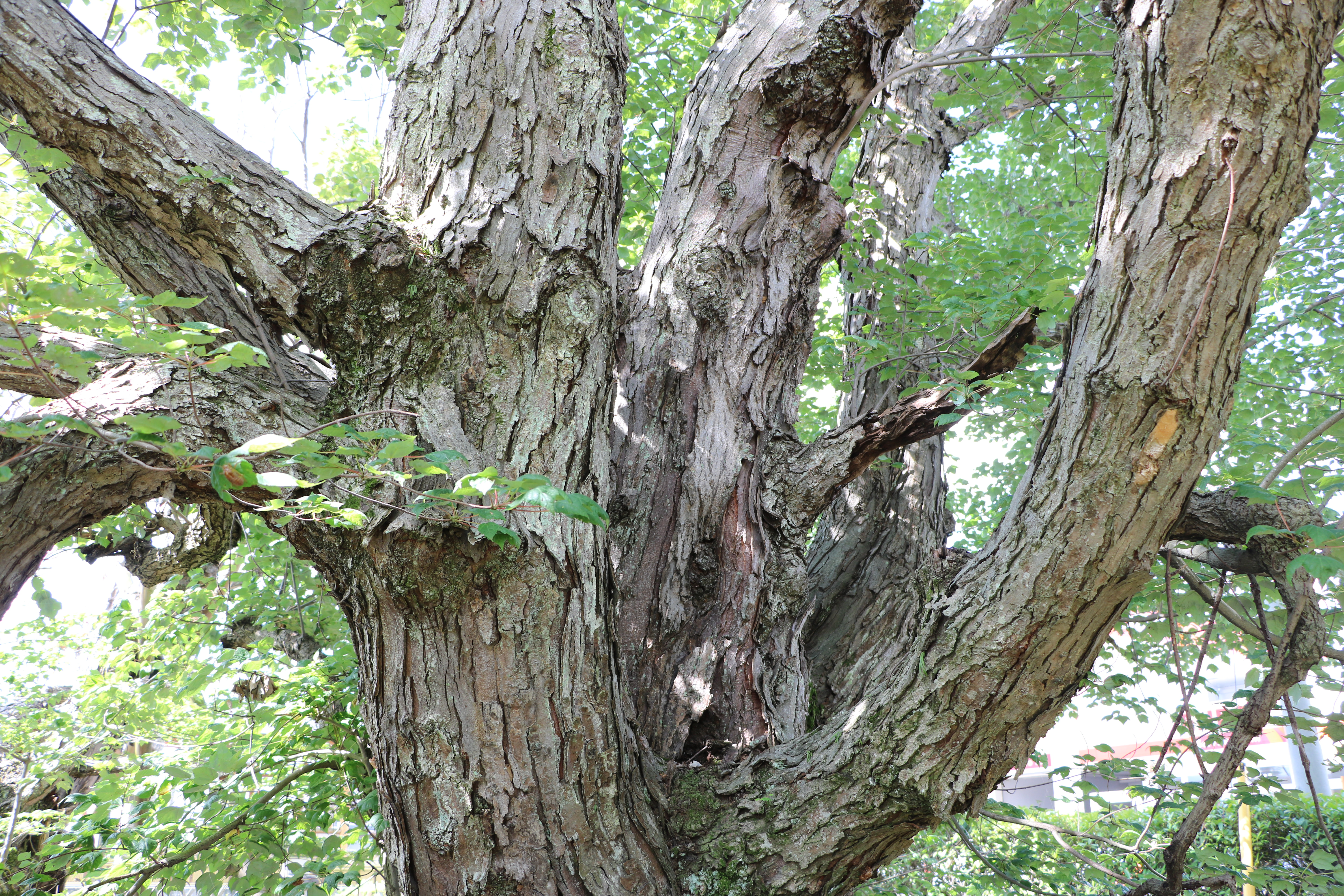
後継樹の幹の表面。2019年9月6日撮影。

北花沢のハナノキのある滋賀県東近江市北花沢町は、湖東三山のひとつ百済寺に程近い水田の広がる一帯で、国の天然記念物に指定された北花沢のハナノキは国道307号北花沢交差点北東角、標高約160メートル付近の平坦地に生育している。北花沢町という地名は、このハナノキ（花の木）からきたもので、南南西約600メートルの場所にある同じく国の天然記念物の、南花沢のハナノキのある南花沢町と同様、古くから南北花沢地区ではこの樹木が人々に親しまれ、ハナノキの葉1枚持ち帰らず霊木神木として崇められてきたという。
ハナノキは雌雄異株であり北花沢のハナノキは南花沢のものと同様雄株である。天然記念物に指定された北花沢のハナノキの周囲は2002年（平成14年）3月23日に竣工した「ハナノキ公園」という小さな公園が整備されており、指定木以外に3本のハナノキが後継樹として植樹されている。指定木は樹齢約300年以上と推定されており、根元の周囲約4.9メートル、高さ約17.27メートル、目通り幹囲約2.8メートル、地上から約3メートルの高さで6本の枝に分かれている。昔は根元から2本の太い幹に分かれていたが1866年（慶応2年）の暴風で1本が折れ、さらに1950年（昭和25年）に襲来したジェーン台風によって倒れてしまった。その後、地域の人たちの手厚い保護の手が加えられ樹勢を回復しつつあるが、残存しているのはかつての半分ほどの大きさで、昔は根元の総周囲約8メートルに達していたという。今日では幹の内部はほとんどが空洞で樹勢はあまり良い状態ではない。
南花沢のハナノキと同様に聖徳太子お手植えの伝説が残されており、地区に残されている『北花沢共有文書』によれば、1805年（文化2年）、当地の庄屋西澤甚五兵衛が、風で折れた北花沢のハナノキの枝で阿弥陀如来像を新たに彫り、比叡山正覚院不動（延暦寺東塔にあった天台密教の道場）二十世豪恕より開眼供養を受けたという。1829年（文政12年）、彦根藩第11代藩主井伊直中が天寧寺を建立する際、新たに彫る本尊に、花沢のハナノキを霊木として求めたが、北花沢の人々は主君とはいえ古くから崇めたハナノキを差し出すことに応じられず、庄屋の甚五兵衛はかつて折れた枝から阿弥陀如来を彫った残りの枝を献上したところ、村人の信心に直中は感心し、この枝を使って新たに本尊を彫刻させて天寧寺に安置し、残った枝を使って地蔵菩薩を作り甚五兵衛に与えたという記録が残されており、当時の人々からも聖徳太子ゆかりの霊木として大切に扱われていた様子が分かる。また、1910年（明治43年）、当地を訪れた当時の皇太子（後の大正天皇）がハナノキに非常に興味を示したため、翌年10月、ハナノキの苗木2鉢を献上したという。
ハナノキは湿地など絶えず水の湧き出る場所を好み、北花沢のハナノキも指定木のすぐ側には、かつては豊富な湧水があったという小さな池があるが、今日では湧水量も減り、それにくわえトラック等車の往来の激しい国道307号線がすぐ隣を走っており、乾燥や大気汚染に弱いハナノキの今後が懸念されている。その一方で林野庁所管の国立研究開発法人森林研究・整備機構の関西育種場（岡山県勝田郡勝央町）では、北花沢のハナノキと南花沢のハナノキの挿し木による増殖に成功し、2005年（平成17年）11月、苗木にした2本のハナノキを鉢植えにして北花沢および南花沢へ里帰りさせた。整備されたハナノキ公園には2代目、3代目のハナノキが植えられ大きく成長している。

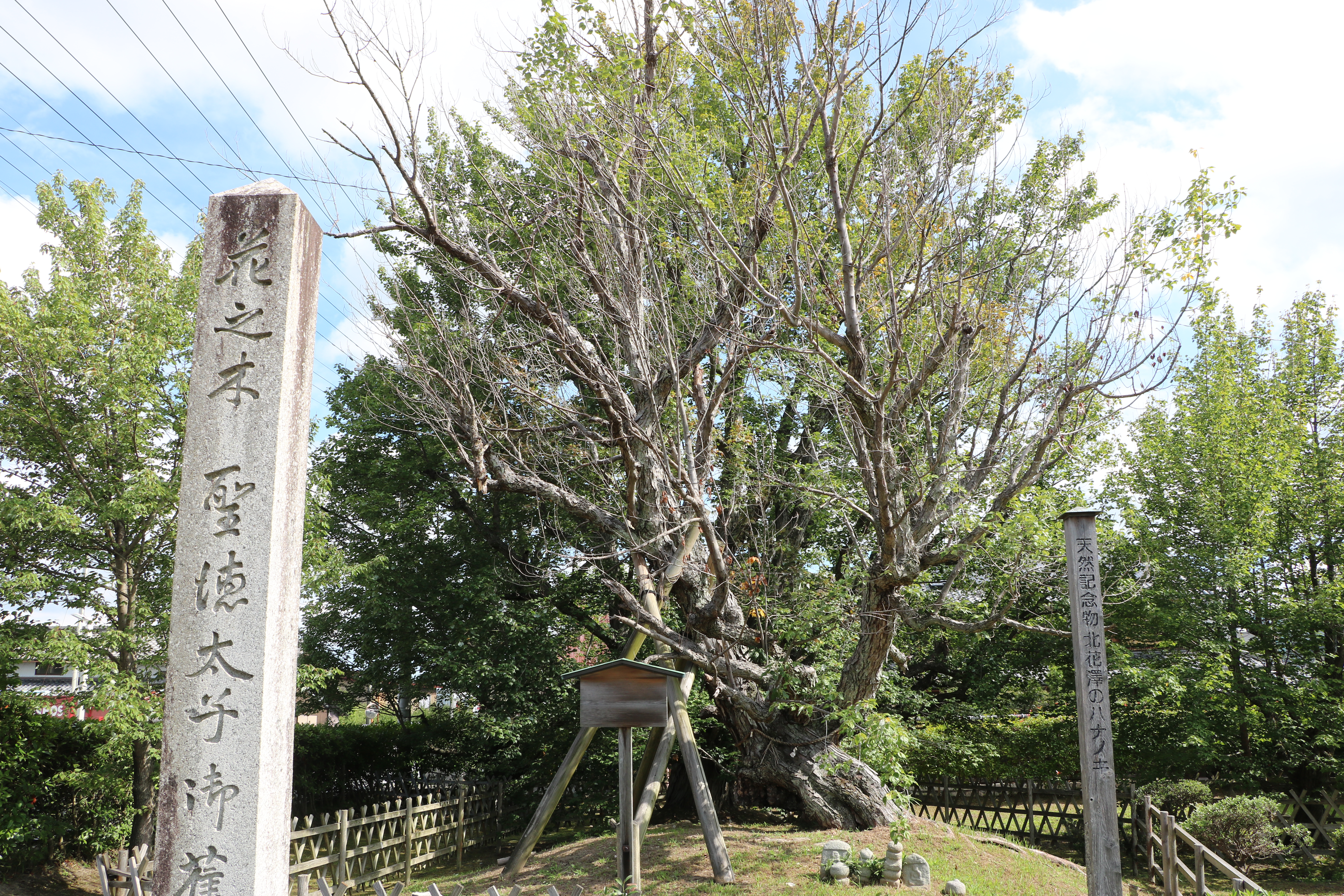
指定木は樹勢が衰えている。
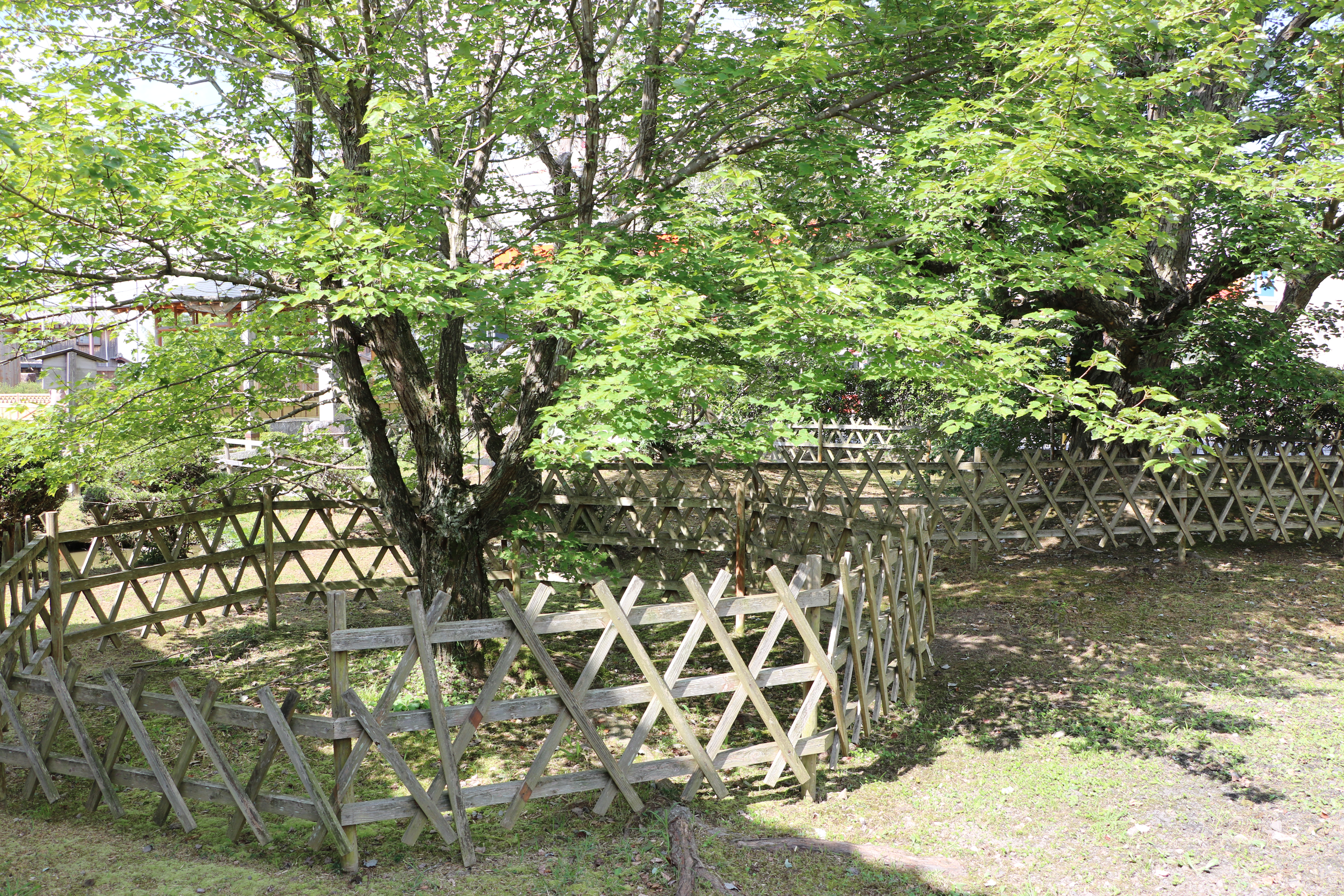
後継樹は3本あり、いずれも樹勢は良好である。
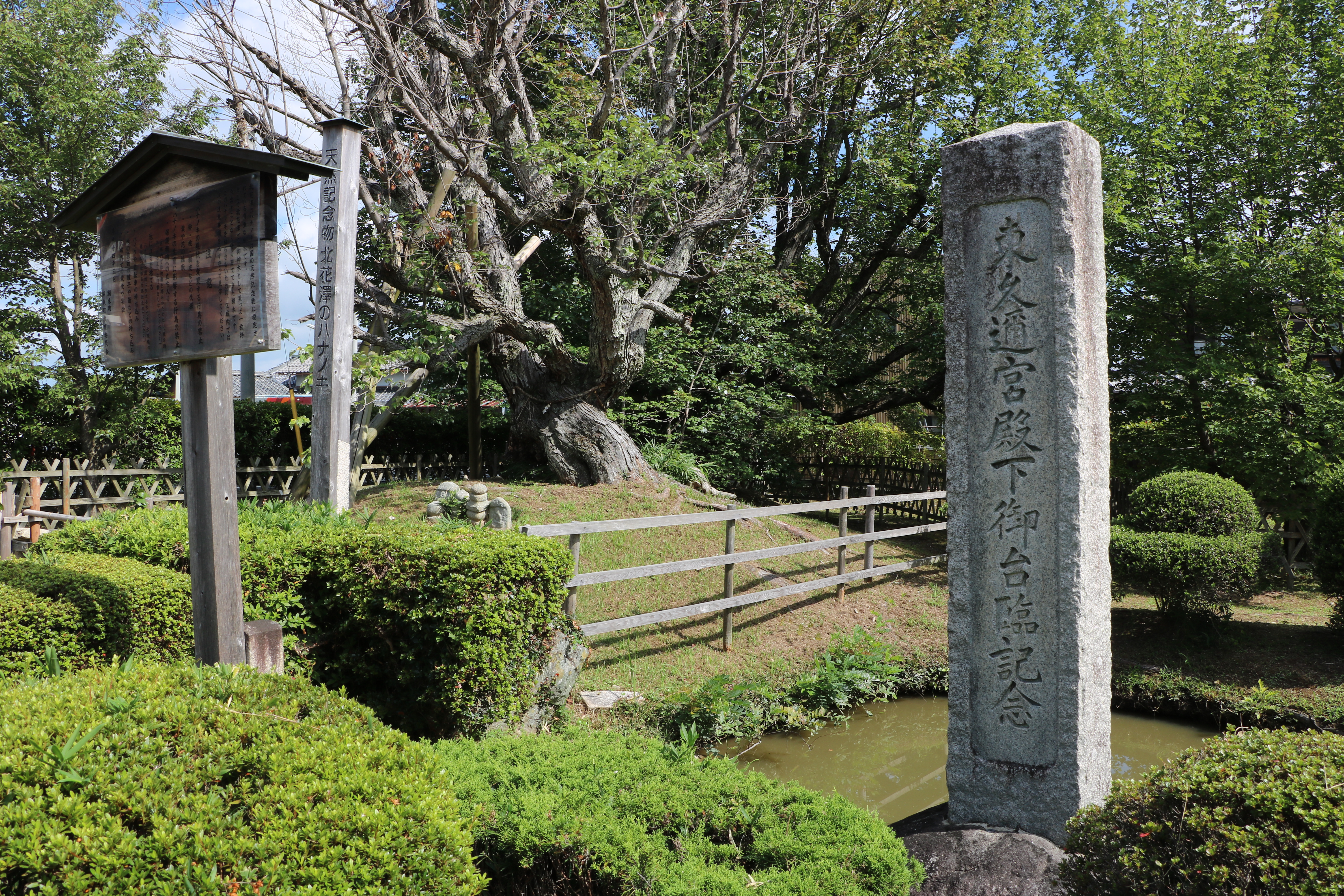
東久邇宮稔彦王来訪記念石碑。

## 交通アクセス
所在地
- 滋賀県東近江市北花沢町398[7]。

交通
- 近江鉄道本線八日市線八日市駅下車。ちょこっとバス湖東線乗車約30分。北花沢バス停下車[8]。
- 名神高速道路八日市インターチェンジより車で約10分[8]。